# 小松章
小松 章（こまつ あきら、1948年3月24日- ）は、日本の経営学者・童話作家。一橋大学名誉教授、武蔵野大学教授。

## 略歴
長野県生まれ。筆名・月野一匠で童話も執筆。1972年一橋大学大学院商学研究科経営学及び会計学専攻修士課程修了。指導教官は雲嶋良雄。埼玉大学経済学部助教授、1989年教授、1992年一橋大学商学部教授、1998年大学基準協会判定委員会幹事 、2000年商学研究科教授、2003年文部科学省大学設置・学校法人審議会専門委員、2005年日本学術振興会産学協力研究委員会経営問題第108委員会委員長、2011年定年退任、名誉教授、武蔵野大学政治経済学部教授、2011年日本財務管理学会副会長、2012年武蔵野大学経済学部教授、2013年NTT都市開発株式会社社外取締役、2018年武蔵野大学客員教授、武蔵野大学経営研究所顧問、2019年川口短期大学ビジネス実務学科特任教授。

## 著書
- 『株式会社金融の理論』同文館出版 1980
- 『企業の論理 社会科学としての経営学』三嶺書房 1983
- 『企業形態論 (新経営学ライブラリ) 新世社 1990
- 『経営学』(基礎コース） 新世社 2003

月野一匠名義
- 『おじいちゃんのポッケ 月野一匠童話集』日本図書刊行会 1993
- 『フレズナン一年生 ハートランド・オブ・カリフォルニアの生活』同友舘 1998
- 『今を生きる仏教 観音様の一〇八話』パレード 2015

### 共編著
- 『21世紀に語る夢』(私の生涯教育実践シリーズ) 森隆夫共編 ぎょうせい 2000
- 『ライフスタイル・マネジメント 個人・企業・環境』編著 文眞堂 2002
- 『光 照らす、心・人生・時代』(私の生涯教育実践シリーズ) 森隆夫共編 ぎょうせい 2004
- 『現代企業の財務戦略』(叢書現代経営学) 丑山優共編著 ミネルヴァ書房 2004
- 『家訓 我が家のマニフェスト』(私の生涯教育実践シリーズ)北野生涯教育振興会監修 森隆夫共編 ぎょうせい 2009
- 『現代の財務経営』全9巻 若杉敬明,榊原茂樹,坂本恒夫共編 中央経済社 2009-10
- 『私の東京オリンピック 過去から学び、未来へ夢を』(私の生涯教育実践シリーズ) 北野生涯教育振興会監修,小笠原英司共編 ぎょうせい 2014

## 論文
- ＜小松章